# Ataxia obscura
Ataxia obscura är en skalbaggsart som först beskrevs av Fabricius 1801.  Ataxia obscura ingår i släktet Ataxia och familjen långhorningar. Inga underarter finns listade.